# Universitatea de Medicină din Viena
Universitatea de Medicină din Viena (în germană Medizinische Universität Wien) este succesoarea Facultății de Medicină a Universității din Viena, întemeiată în anul 1365.
Universitatea de Medicină din Viena este o instituție de sine stătătoare din anul 2004.

## Personalități
La Facultatea de Medicină a Universității din Viena s-au format și au activat numeroși medici celebri, inclusiv șapte laureați ai Premiului Nobel pentru Medicină și anume: Róbert Bárány, Julius Wagner-Jauregg, Hans Fischer, Karl Landsteiner, Otto Loewi, Richard Kuhn, Max Perutz.
Alte personalități al căror nume este legat de prestigioasa universitate sunt: Gerard van Swieten, Anton de Haen⁠(d), Maximilian Stoll⁠(d), Leopold Auenbrugger, Anton von Störck⁠(d), Johann Peter Frank⁠(d), Johann Lucas Boër⁠(d), Georg Joseph Beer⁠(d), Carl von Rokitansky⁠(d).